# ルスジャン (小惑星)
ルスジャン (19633 Rusjan) は、小惑星帯にある小惑星である。スロベニアのチュルニ・ヴルフ天文台 (Črni Vrh) で発見された。
スロベニア人でオーストリア・ハンガリー帝国の航空のパイオニア、エドヴァルト・ルスジャンに因んで命名された。